# Hoher Kopf (Bobenthal)
Der Hohe Kopf ist ein 418 m ü. NHN hoher Berg im südöstlichen Wasgau, wie der Südteil des Pfälzerwaldes auch genannt wird.

## Geographie

### Lage
Der Berg befindet sich etwa einen Kilometer nördlich von Sankt Germanshof unweit der Grenze zwischen Deutschland und Frankreich. Der Berg befindet sich größtenteils auf der Gemarkung der Gemeinde Bobenthal, Teile der Nord- und der Ostflanke gehören bereits zu Schweigen-Rechtenbach.

### Naturräumliche Zuordnung
1. Großregion 1. Ordnung: Schichtstufenland beiderseits des Oberrheingrabens
2. Großregion 2. Ordnung: Pfälzisch-saarländisches Schichtstufenland
3. Großregion 3. Ordnung: Pfälzerwald
4. Region 4. Ordnung (Haupteinheit): Wasgau
5. Region 5. Ordnung: östlicher Teil des Wasgaus

## Wanderwege
Entlang seiner Südflanke verläuft der Prädikatswanderweg Pfälzer Waldpfad.